# الاتحاد الإفريقي لكمال الأجسام
| منظمة كمال أجسام               | منظمة كمال أجسام                                     | منظمة كمال أجسام |
| ------------------------------ | ---------------------------------------------------- | ---------------- |
| الاتحاد الأفريقي لكمال الأجسام |                                                      |                  |
| معلومات عامة                   |                                                      |                  |
| الاسم المختصر                  | AFB                                                  |                  |
| تأسيس                          | 1972، القاهرة، مصر                                   |                  |
| بيانات تفصيلية                 |                                                      |                  |
| المنظمة الأم                   | الاتحاد الدولي لكمال الأجسام واللياقة البدنية (IFBB) |                  |
| الاتحادات الأعضاء              | 55                                                   |                  |
| الرئيس                         | عادل فهيم                                            |                  |
| المقر                          | القاهرة، مصر                                         |                  |
| المنافسات                      |                                                      |                  |
| المنافسات                      | بطولة أفريقيا بكمال الأجسام للهواة                   |                  |

الاتحاد الأفريقي لكمال الأجسام اتحاد رياضي إقليمي يشرف على رياضة كمال الأجسام في أفريقيا وهو عضو في الاتحاد الدولي لكمال الأجسام واللياقة البدنية (IFBB).
أسسه عبد الحميد الجندي في 1972م.

## رؤساؤه
- عادل فهيم

## وصلات خارجية
- الاتحاد الدولي لكمال الأجسام واللياقة البدنية.